# Artur Ávila

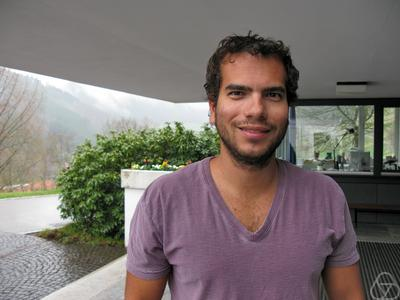
Artur Ávila, Oberwolfach 2012

Artur Ávila Cordeiro de Melo (* 29. Juni 1979 in Rio de Janeiro) ist ein brasilianischer und französischer Mathematiker und Fields-Medaillen-Preisträger. Seit 2018 ist er ordentlicher Professor an der Universität Zürich.

## Leben
Ávila gewann 1995 eine Goldmedaille der Internationalen Mathematikolympiade. 2001 promovierte er in seiner Geburtsstadt am Instituto de Matemática Pura e Aplicada (IMPA) bei Welington de Melo; das Thema seiner Dissertation lautete Bifurcations of unimodal maps: the topological and metric picture. Danach war er Maître de Conférences am Collège de France und ab 2003 Forscher des CNRS, ab 2008 als Forschungsdirektor. Ab 2006 war er am Clay Mathematics Institute und am IMPA. Er war unter anderem Gastwissenschaftler am Caltech und an der State University of New York at Stony Brook. Seit 2009 war er am Institut für Wahrscheinlichkeitstheorie der Universität Pierre und Marie Curie (Universität Paris VI) und am IMPA. Ab September 2018 ist Ávila ordentlicher Professor an der Universität Zürich.

## Werk
Ávila beschäftigt sich mit dynamischen Systemen verschiedener Art sowie mathematischer Physik wie Spektraltheorie von Schrödingeroperatoren. Er erweiterte unter anderem in seiner Dissertation und daraus hervorgehenden Arbeiten die aus dem Feigenbaum-Szenario bekannte Untersuchung quadratischer Abbildungen des Einheitsintervalls auf unimodale Abbildungen (das heißt stetige Abbildungen mit einem Maximum).
Mit Svetlana Jitomirskaya löste er das 10 Martini Problem von Barry Simon, in dem es um die Struktur des Spektrums eines Elektrons in einem Magnetfeld geht. Das Spektrum hat fraktale Natur, wie schon Douglas Hofstadter in seiner Dissertation erkannte („verschachtelte Schmetterlinge“). Ávila und Jitomirskaya bewiesen das für einen großen Wertebereich der Parameter.
Ávila arbeitete unter anderem mit Marcelo Viana, Mikhail Lyubich und Jean-Christophe Yoccoz zusammen. 2005 bewies er mit Viana eine Vermutung von Maxim Kontsevich und Anton Zorich über die Ljapunow-Exponenten des Teichmüller-Flusses auf dem Modulraum abelscher Differentiale auf kompakten Riemannschen Flächen (nämlich dass die nicht-trivialen Ljapunow-Exponenten alle verschieden sind). In jüngster Zeit bewies er mit Sylvain Crovisier und Amie Wilkinson, dass generische Volumen-erhaltende Diffeomorphismen mit positiver metrischer Entropie ein ergodisches {\displaystyle C^{1}}-dynamisches System bilden.

## Auszeichnungen
2006 erhielt er den Salem-Preis und die Bronze-Medaille der CNRS. Für den Internationalen Mathematikerkongress (ICM) 2010 wurde er zu einem Plenarvortrag eingeladen (Dynamics of renormalization operators). 2008 erhielt er den EMS-Preis. Er war Invited Lecturer auf dem Europäischen Mathematikerkongress (ECM) 2008 (Dynamics of quasiperiodic cocycles and the spectrum of the almost Mathieu Operator). 2009 erhielt er den Herbrand-Preis der französischen mathematischen Gesellschaft. 2014 erhielt er die Fields-Medaille. 2019 wurde Ávila als ausländisches Mitglied in die National Academy of Sciences gewählt.

## Schriften
- mit M. Viana: Simplicity of Lyapunov spectra: proof of the Zorich-Kontsevich conjecture. Acta Math. 198 (2007), no. 1, 1–56.
- mit S. Jitomirskaya: The Ten Martini Problem. Ann. of Math. (2) 170 (2009), no. 1, 303–342.
- mit Raphaël Krikorian: Reducibility or non-uniform hyperbolicity for quasiperiodic Schrödinger cocycles, Annals of Mathematics, Band 164, 2006, S. 911–940, Arxiv
- mit J. Kahn, M. Lyubikh, W. Shen: Combinatorial rigidity for unicritical polynomials. Ann. of Math. (2) 170 (2009), no. 2, 783–797.
- Dynamics of renormalization operators. Proceedings of the International Congress of Mathematicians. Volume I, 154–175, Hindustan Book Agency, New Delhi, 2010. pdf
- Global theory of one-frequency Schrödinger operators. Acta Math. 215 (2015), no. 1, 1–54.
- mit Amie Wilkinson, Sylvain Crovisier: Diffeomorphisms with positive metric entropy, Arxiv 2014